# ASH (ミュージシャン)
ASH（本名：鈴木博司。1966年1月25日 - ）は、日本のシンガーソングライター、ギタリスト。愛知県一宮市出身。かつてポリスターと契約していた。

## 経歴
1986年、フレッシュサウンズコンテスト全国大会でグランプリ受賞。その後渡英などを経て1993年にミニアルバム『FREE FORM』でデビュー。以来1枚のシングルと3枚のフルアルバムをリリース。ソロ活動のほか、カジヒデキ、YUKI、サロンミュージックなどのサポートなどを手掛けた。また、クラムボンのドラマーである伊藤大助とのユニット「LOTUS GUITAR」結成し2枚のアルバムを発表したり、映画『逃亡くそたわけ』においてはサウンドトラックを担当した。

## 作品

### シングル
1. You Will Love Me（1996年）

### アルバム
1. FREE FORM（1993年）
2. APPROXIMATELY 128lbs. AND ME（1996年）
3. EXCITER（1997年）
4. COUNTRY LOUNGE（1999年）

### サウンドトラック
1. 『SOUNDTRACKS & more』 music for 逃亡くそたわけ（1996年）